# Infanterie marină

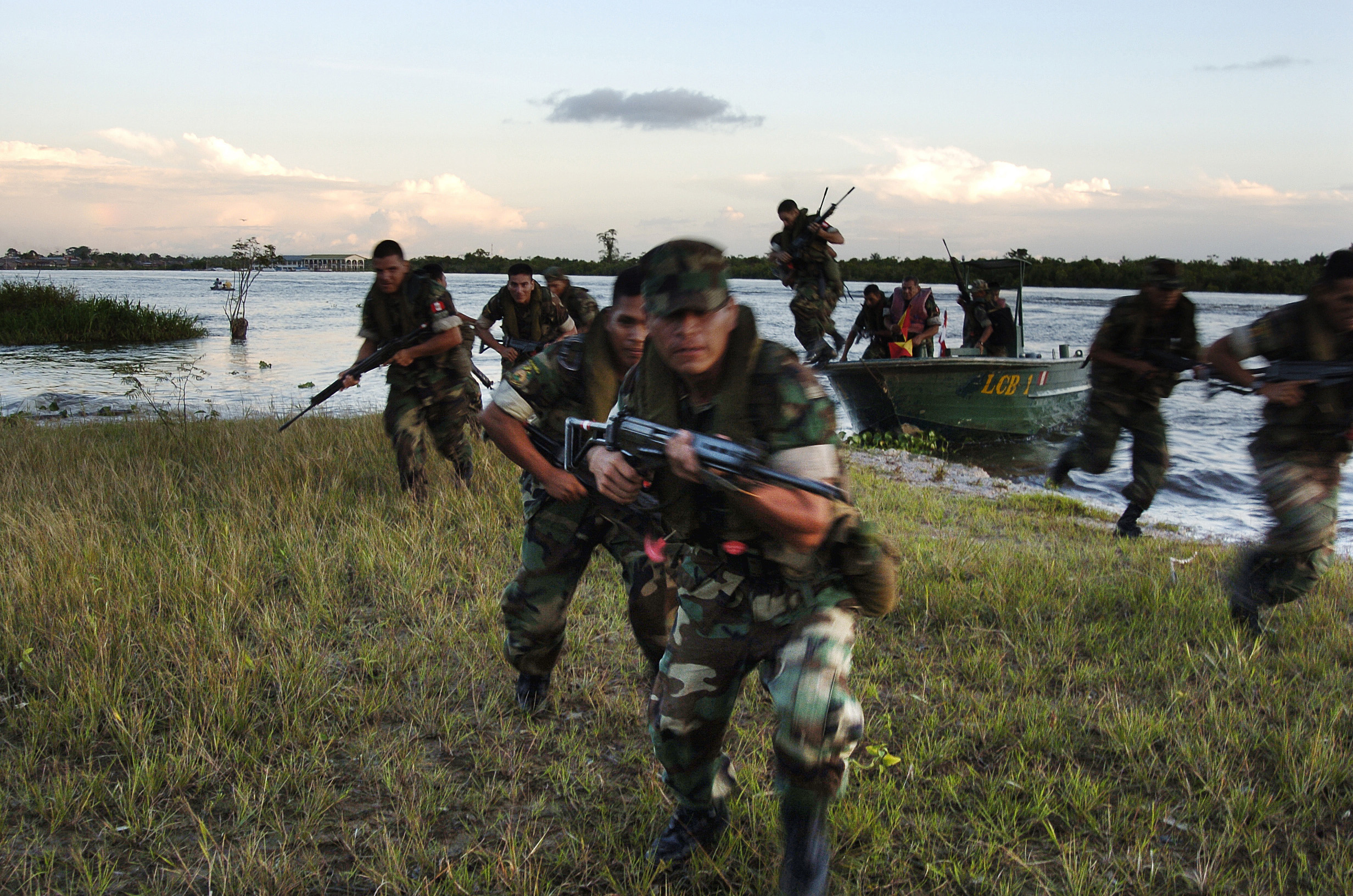
Pușcași marini peruani efectuând exerciții de asalt amfibiu în zona fluviului Amazon.

Infanteria marină, cunoscută și sub denumirea de corpul de pușcași marini, este, de obicei, o forță de infanterie, care este specializată în susținerea operațiunilor militare pe uscat, pe mare și în aer, precum și în executarea propriilor lor operațiuni. În multe țări, unitățile de pușcași marini sunt o parte componentă a Marinei Militare. În alte țări ele formează o organizație cu totul separată, precum în Statele Unite ale Americii, unde Marine Corps este subordonat Departamentului de Stat pentru Marină, dar funcționează în mod independent, sau în Marea Britanie, unde unitățile de Royal Marines sunt subordonate Serviciului Naval al Majestății Sale. Pușcașii marini pot face parte, de asemenea, din Armata de uscat a unei țări cum este cazul unității Troupe de marine (pușcașii marini francezi) și a Brigăzii Givati (pușcașii marini israelieni).
Din punct de vedere istoric, activitățile întreprinse de pușcașii marini au inclus: ajutorul la menținerea disciplinei și a ordinii la bordul navei (reflectând natura conscriptivă a echipajului navei și riscul de revoltă), urcarea la bordul navelor inamice și capturarea lor în urma unor lupte și efectuarea de raiduri pe țărm în sprijinul obiectivelor navale.
Odată cu industrializarea războiului în secolul al XX-lea amploarea operațiunilor de debarcare a crescut; această evoluție a adus cu ea un risc crescut de ripostă a forțelor militare terestre și o nevoie de coordonare a diferitelor specialități militare. Unitățile de infanterie marină s-au specializat, dobândind abilitățile și capacitățile necesare participării la un război cu forțe amfibii.

## Istoric

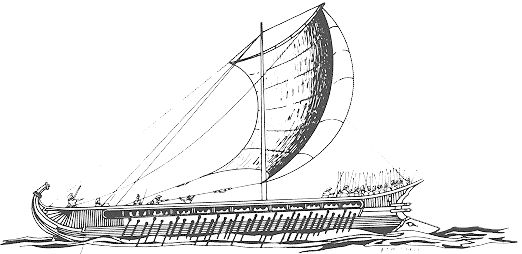
Triremă din Grecia Antică

Corvus roman

În epoca timpurie a războiului naval se făcea puțină deosebire între marinari și soldații de pe o navă de război. Vâslașii de pe navele de război grecești și romane trebuiau să fie capabili să lupte corp la corp cu vâslașii de pe navele inamice, deși hopliții au început să apară pe navele grecești special pentru a se urca la bordul navelor inamice în cazul unui conflict naval.
Republica Romană a fost primul stat care a înțeles importanța militarilor profesioniști capabili să lupte corp la corp la bordul navelor. În timpul Primului Război Punic, militarii Flotei Romane au dovedit că aveau o experiență navală inferioară față de cartaginezi și nu putea spera să le facă față în ceea ce privește tacticile navale, deoarece cartaginezii aveau o experiență tactică și o manevrabilitate mai mare a flotei. Romanii au introdus, prin urmare, o armă nouă care le-a conferit un avantaj în războiul maritim — și-au echipat navele lor cu un corvus, o scândură pivotantă lungă cu un vârf ca un cioc pe partea inferioară pentru agățarea de navele inamice, care fusese dezvoltată anterior posibil de siracuzani împotriva atenienilor în cadrul Expediției ateniene în Sicilia din timpul Războiului Peloponesiac. Folosindu-l ca un pod de îmbarcare, infanteriștii romani puteau invada o navă inamică, transformând lupta pe mare într-o variantă de luptă terestră, în care legionarii romani aveau o mai mare pricepere. În perioada imperială timpurie, echipajul unei nave, indiferent de dimensiunea acesteia, a fost organizat ca o centurie. Membrii echipajului puteau fi infanteriști marini (numiți Marinus), vâslași/marinari, meșteșugari sau puteau îndeplini alte activități, deși între personalul din flota imperială era clasificat ca milites („soldați”), indiferent de funcția lor; abia atunci când a devenit necesară o diferențiere în cadrul armatei s-au adăugat adjectivele classiarius sau classicus. Cele două legiuni navale ale Flotei Romane, Legiunea I Adiutrix și Legiunea II Adiutrix, au fost unele dintre primele unități distincte de infanterie marină.
Primul corp organizat de infanterie marină a fost creat la Veneția de către dogele Enrico Dandolo, atunci când a înființat un prim regiment format din zece companii răspândite pe mai multe nave. Acel corp a participat la cucerirea Bizanțului (1203-1204) și a fost numit mai târziu în mod oficial „Fanti da Mar” (infanterie marină) în 1550.
Mai târziu, regele spaniol Carol Quintul a repartizat în 1537 infanteria navală a Compañías Viejas del Mar de Nápoles (Vechile Companii Maritime ale Regatului Neapolelui) în subordinea Escuadras de Galeras del Mediterráneo (Escadrele de Galere din Marea Mediterană), unități predecesoare ale corpului de pușcași marini ai Marinei Spaniole (Infantería de Marina), făcându-l cel mai vechi corp de pușcași marini aflat încă în serviciul activ.
Al treilea cel mai vechi corp de infanterie marină din lume, a fost fondat în 1618 ca Terço al Marinei Coroanei Portugaliei, predecesorul corpului modern de infanterie marină portugheză.

## Roluri

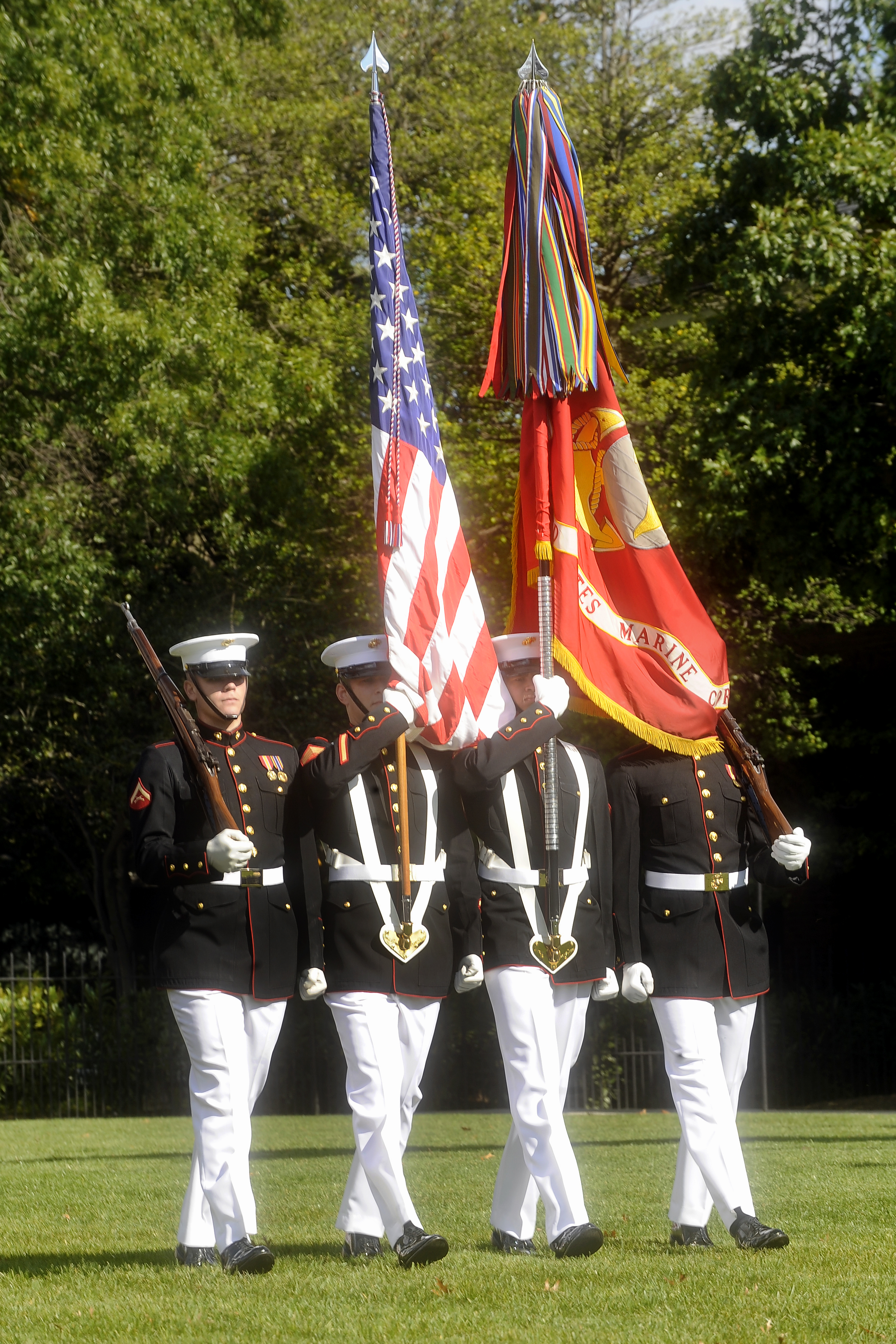
O gardă ceremonială a United States Marine Corps.

Rolul principal al trupele de infanterie marină îl constituie desfășurarea operațiunilor militare în zona litorală; pornind de pe nave, pușcașii marini sunt instruiți să debarce pe țărm, să stabilească și să asigure puncte cheie la o distanță de aproximativ 80 de kilometri în interiorul uscatului sau suficient de departe în funcție de logistica pe care nava le-o poate oferi.
Unitățile de pușcași marini coboară de pe navele de război și se îndreaptă către țărm cu ajutorul bărcilor, vaselor de debarcare, aeroglisoarelor, vehiculelor amfibii sau elicopterelor. Aceste unități sunt instruite, de asemenea, în participarea la luptele submarine și la suprafața apei și în parașutarea din diferite aparate de zbor.
Pe lângă operațiunile amfibii, trupele de pușcași marini îndeplinesc o varietate de alte roluri în cadrul forțelor navale. Staționate la bazele navale sau formând detașamente de pușcași la bordul navelor militare, ei efectuează, de asemenea, raiduri de mică amploare, operațiuni de abordare, asigură securitatea navelor și a bazelor navale, execută misiuni fluviale și pe coastă, realizează activități de rutină pe uscat.
În afară de activitățile lor principale, pușcașii marini efectuează alte sarcini, inclusiv operațiuni speciale și de război terestru, îndeplinesc sarcini ceremoniale și diverse alte sarcini încredințate de guvern.

## Legături externe
- Materiale media legate de Infanterie marină la Wikimedia Commons